# Vierge à l'Enfant (Gentileschi)
Pour les articles homonymes, voir Vierge à l'Enfant.
Vierge à l'Enfant est un tableau réalisé par la peintre italienne Artemisia Gentileschi vers 1612. De format vertical, cette huile sur toile est une Madone qui représente Marie assise en robe rose devant un fond brun pour allaiter l'Enfant Jésus installé sur ses cuisses. Les yeux clos, elle semble en état de somnolence, de sorte que le nourrisson tend sans doute la main vers son visage afin de la réveiller. L'œuvre est conservée à la galerie Spada, à Rome.

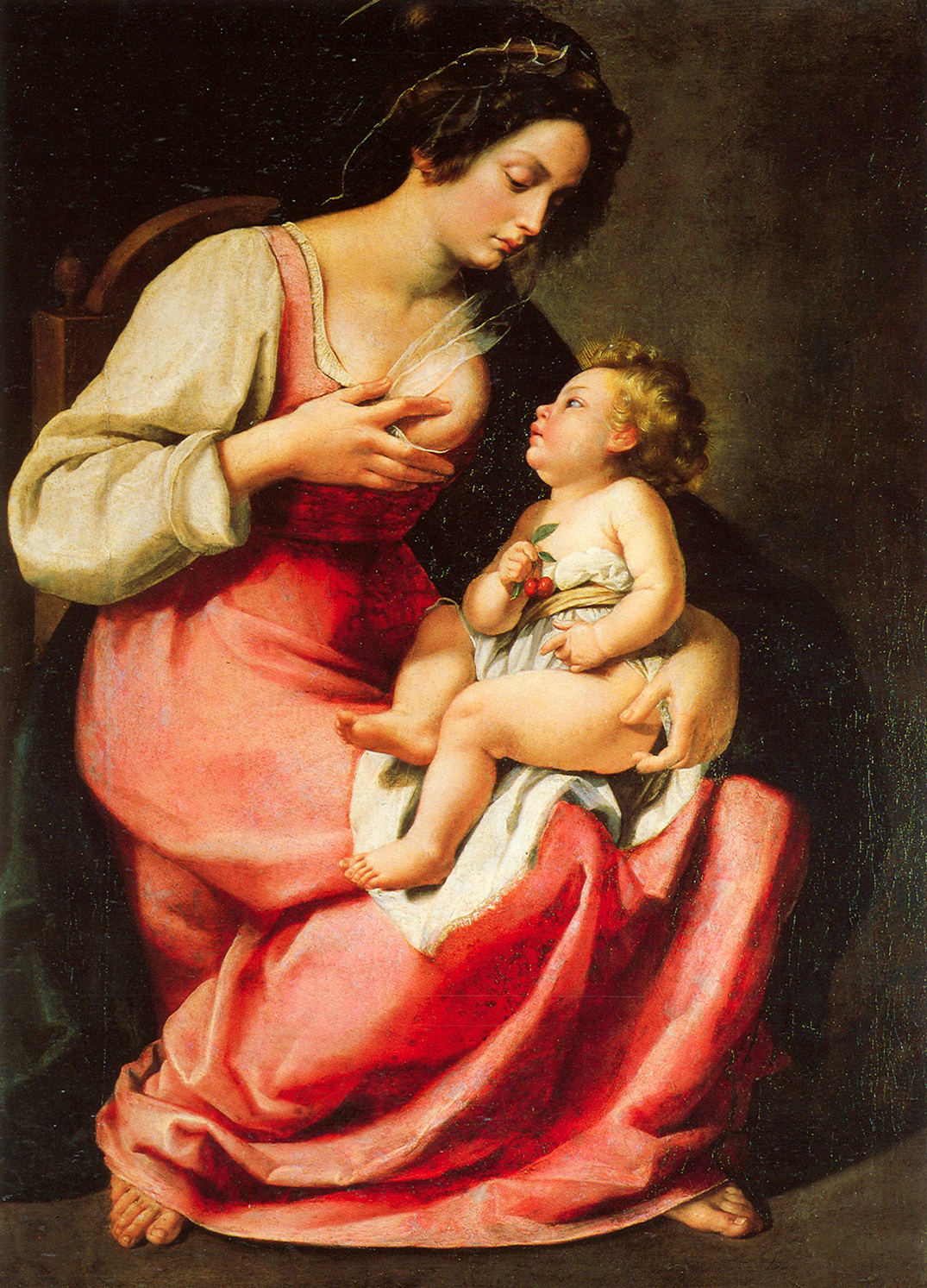
Vierge à l'Enfant – Galerie Palatine, Florence.